# كريستي بورك
كريستي بورك (بالإنجليزية: Christie Burke)‏ هي عارضة وممثلة أمريكية، ولدت في 27 سبتمبر 1994 في الولايات المتحدة.

## أعمال

### أفلام
- (2012)  بزوغ الفجر - الجزء 2[2]

## وصلات خارجية
- كريستي بورك على موقع IMDb (الإنجليزية)
- كريستي بورك على موقع قاعدة بيانات الفيلم (الإنجليزية)